# Leopold von Mildenstein
Leopold Itz, Edler von Mildenstein (30 de noviembre de 1902 - noviembre de 1968) fue un oficial de las SS que se recuerda como uno de los principales partidarios en el Partido Nazi de algunos de los objetivos del Sionismo durante la década de 1930.
A veces trabajaba como escritor y firmaba con sus iniciales, LIM. En inglés se le ha llamado a veces «Barón», aunque su rango de Edler significaba «noble» y no tiene un equivalente exacto; quizá la traducción más cercana sea «Esquire».
Tras la Segunda Guerra Mundial, Mildenstein siguió viviendo en Alemania Occidental, donde se afilió al Partido Democrático Libre y fue elegido miembro de su Comité de Prensa. En 1956 fue a Egipto para trabajar en una emisora de radio y, tras la captura de Adolf Eichmann en 1960, reclamó inmunidad como agente de inteligencia de la Agencia Central de Inteligencia de Estados Unidos, afirmación que no fue ni confirmada ni desmentida. No se supo nada de él después de 1964, cuando publicó un libro sobre cócteles.

## Vida hasta 1945
Nacido en 1902 en Praga, entonces parte de Austria-Hungría, Mildenstein pertenecía al escalón más bajo de la nobleza austriaca y fue educado como católico. Se formó como ingeniero y se afilió al Partido Nazi en 1929, recibiendo el número de afiliación 106.678. En 1932 se unió a las SS, siendo uno de los primeros austriacos en hacerlo. Según Dieter Wisliceny, su antiguo colega de las SS, Mildenstein visitó Oriente Medio, incluida la Palestina administrada por los británicos, varias veces hasta 1935. La Federación encargó entonces a Kurt Tuchler que se pusiera en contacto con posibles simpatizantes sionistas dentro del Partido Nazi, con el fin de facilitar la emigración a Palestina, y Tuchler se dirigió a Mildenstein, a quien pidió que escribiera algo positivo sobre la Palestina judía en la prensa. Mildenstein aceptó, con la condición de que se le permitiera visitar el país en persona, con Tuchler como guía. Así, en la primavera de 1933 partió de Berlín un grupo de cuatro personas, formado por Mildenstein, Tuchler y sus esposas. Pasaron un mes juntos en Palestina, y Mildenstein comenzó a escribir una serie de artículos para Der Angriff, un periódico del Partido Nazi en Berlín, fundado por Joseph Goebbels en 1927. El propio Mildenstein permaneció en Palestina un total de seis meses antes de su regreso a Alemania como entusiasta del sionismo, e incluso comenzó a estudiar hebreo. En agosto de 1933 el gobierno de Hitler y los sionistas alemanes firmaron el Acuerdo de Haavara, que fomentaba la emigración permitiendo a los judíos transferir propiedades y fondos de Alemania a Palestina.
A su regreso a Berlín, la sugerencia de Mildenstein de que la solución al problema judío pasaba por la migración masiva a Palestina fue aceptada por sus superiores dentro de las SS. Desde agosto de 1934 hasta junio de 1936, Mildenstein trabajó en el cuartel general del Sicherheitsdienst (SD), el servicio de seguridad de las SS, en la Sección II/112, a cargo de la Oficina Judía, con el título de Judenreferent (Oficial de Asuntos Judíos). Este título significaba que era responsable de informar sobre «Asuntos Judíos» bajo el mando general de Reinhard Heydrich. Durante esos años, Mildenstein era partidario de una política que alentara a la población judía de Alemania a emigrar a Palestina, y en pos de esta política desarrolló contactos positivos con organizaciones sionistas. Los oficiales de las SS recibieron incluso instrucciones de alentar las actividades de los sionistas dentro de la comunidad judía, a los que había que favorecer por encima de los asimilacionistas, de los que se decía que eran el verdadero peligro para el nazismo. Incluso las leyes antijudías de Nuremberg de septiembre de 1935 tenían una disposición especial para los sionistas, que permitía a los judíos enarbolar su propia bandera.
Adolf Eichmann, que más tarde sería uno de los organizadores más importantes del Holocausto, creía que su gran oportunidad llegó en 1934, cuando se reunió con Mildenstein, un compatriota austriaco, en la Wilhelmstrasse y fue invitado a unirse al departamento de Mildenstein.</ref> Eichmann declaró posteriormente que Mildenstein rechazaba el vulgar antisemitismo de Streicher. Poco después de su llegada a la sección, Mildenstein regaló a Eichmann un libro sobre el judaísmo de Adolf Boehm, un destacado judío de Viena.
Entre el 9 de septiembre y el 9 de octubre de 1934, el periódico del Partido Nazi Der Angriff publicó una serie de doce reportajes bastante pro-sionistas, titulados Un nazi va a Palestina, de Mildenstein, en cuyo honor, el periódico emitió un medallón conmemorativo, fundido con la esvástica en una cara y la Estrella de David en la otra.
En el verano de 1935, teniendo entonces el rango de SS-Untersturmführer, Mildenstein asistió al 19º Congreso de la Organización Sionista en Lucerna, Suiza, como observador adjunto a la delegación judía alemana. La línea aparentemente pro sionista de Mildenstein se vio superada por los acontecimientos, y tras una disputa con Reinhard Heydrich en 1936 fue destituido de su cargo y trasladado al departamento de prensa del Ministerio de Asuntos Exteriores. Había caído en desgracia porque la emigración a Palestina no avanzaba a un ritmo suficientemente rápido. Su salida del SD también supuso un cambio en la política de las SS, marcado por la publicación de un panfleto que advertía de los peligros de un estado judío fuerte en Oriente Medio, escrito por otro «experto» en asuntos judíos que había sido invitado a unirse a la Sección II/112 por el propio Mildenstein, Eichmann. Mildenstein fue sustituido como jefe de su antigua sección por Kuno Schroeder. Más tarde, en diciembre de 1939, Eichmann fue nombrado jefe del Departamento Judío Referat IV B4 de la RSHA, del que el SD pasó a formar parte en septiembre de 1939.
A medida que Alemania se adentraba en la Segunda Guerra Mundial, Mildenstein continuó escribiendo artículos y libros de propaganda, entre ellos «Alrededor de la tierra ardiente del Jordán» (1938) y «El Oriente Medio visto desde la carretera» (1941).

## Vida después de la guerra
Después de la guerra, las obras de Mildenstein se incluyeron en la lista de literatura prohibida en la zona de ocupación soviética y más tarde en la República Democrática Alemana. Al igual que el Acuerdo de Haavara, la visita de Mildenstein a Palestina en 1933, la medalla para conmemorarla y los artículos pro-sionistas del periódico nazi Der Angriff, fueron una prueba no deseada de la relación entre los nazis y el sionismo durante la década de 1930.
Mildenstein visitó Estados Unidos en 1954, tras obtener un visado a petición del gobierno de Alemania Occidental. En enero de 1956, pidió a la embajada de Estados Unidos en Bonn que le ayudara a obtener una beca de intercambio para periodistas, aunque él no lo era. En mayo de 1956 fue elegido miembro del Comité de Prensa del Partido Democrático Libre. En diciembre de 1956, un informe de la CIA procedente de El Cairo confirmó que había sido contratado por el gobierno egipcio de Gamal Abdul Nasser para trabajar en su emisora de radio La Voz de los Árabes. En junio de 1960, poco después de la captura de Eichmann por agentes del Mossad en Buenos Aires el 11 de mayo de 1960, Mildenstein anunció que había tenido una relación operativa con la CIA y, como antiguo agente de inteligencia estadounidense, reclamó la inmunidad judicial. Esta relación no fue confirmada ni desmentida por la CIA.
En 1964, Mildenstein publicó un nuevo libro sobre la mezcla de cócteles, incluidos algunos sin alcohol, pero después no se supo más de él hasta que murió en noviembre de 1968.
En 2011, el director israelí Arnon Goldfinger, un nieto de los compañeros de Mildenstein, los Tuchler, produjo una película titulada The Flat, en la que se habla ampliamente de la amistad de Mildenstein con sus abuelos. La película de Goldfinger mostraba que sus abuelos habían mantenido el contacto con los Mildenstein después de la guerra. Tras investigar en los Archivos Nacionales de Alemania, Goldfinger afirma que Mildenstein entró en el Ministerio de Propaganda a las órdenes de Goebbels en 1938 y que posteriormente trabajó como jefe de prensa de Coca-Cola en Alemania Occidental hasta las audiencias públicas de Eichmann en 1961, en las que éste le nombró «especialista en asuntos judíos». La película termina con una entrevista en la que Goldfinger habla de sus hallazgos con la hija de Mildenstein. Él ha descrito esta escena como «muy conflictiva» y ha dicho de ella que «quería mostrar a Edda von Mildenstein como víctima de su propio padre y de sus mentiras». Goldfinger descubre que ella recuerda a sus abuelos y que sabe más sobre sus vidas de lo que él mismo había sabido.